# 新潟県道317号上塩栃尾線
新潟県道317号上塩栃尾線（にいがたけんどう317ごう かみしおとちおせん）は、新潟県長岡市内を通る一般県道である。

## 概要

### 路線データ
- 起点：新潟県長岡市上塩字下夕原（新潟県道210号遅場見附線交点）
- 終点：新潟県長岡市天下島2丁目（新潟県道19号見附栃尾線交点）

## 地理

### 通過する自治体
- 新潟県長岡市

### 接続する道路
- 新潟県道210号遅場見附線（起点：長岡市上塩字下夕原、「長岡市立上塩小学校」前）
- 新潟県道441号入塩川上樫出線（長岡市入塩川字大ブナ、「入塩川簡易郵便局」西）
- 国道290号（長岡市平）
- 新潟県道19号見附栃尾線（終点：長岡市天下島2丁目）

### 周辺
- 長岡市立秋葉中学校
- 長岡市立上塩小学校
- 長岡市立栃尾南小学校
- 入塩川簡易郵便局

## その他
- 路線名の「栃尾」は、終点付近の旧自治体名（新潟県栃尾市）に由来する。